# The Sun & the Rainfall
«The Sun & the Rainfall» es una canción del grupo inglés de música electrónica Depeche Mode compuesta por Martin Gore, publicada en el álbum A Broken Frame de 1982.

## Descripción
Es uno de los primeros temas de DM con una clara tendencia más al rock gótico por lo pesado de su planteamiento lírico, el cual no es otra cosa que un desesperado clamor a la comprensión y al cambio en una relación de pareja, en el que se acentuaba mucho el aún sintético efecto de percusión, y toda la musicalización electrónica general se tornaba dramática y oscura como la propia letra.
La lírica es poco abundante, sin embargo conlleva mucho de cambio en la tendencia musical del grupo, clamando en su acabado coro “(las)Cosas deben cambiar, Debemos arreglarlas, O tendremos que renunciar a ellas, Todo lo que estoy diciendo, Un juego que no debemos jugar, Una y otra vez”, con lo cual las canciones de Martin Gore perdían por completo la candidez de las de Vince Clarke para su primer álbum y se convertían en algo casi trágico y sobre todo muy triste.
La música es un simple acompañamiento que del mismo modo se había vuelto algo dramático y más ambiental, enmarcando su abatido discurso dirigido a la pareja en el momento en que alguien sabe cómo las cosas se pueden desmoronar pero por el deseo de superar los problemas es debido tomar la palabra y simplemente sin inhibición hay que tratar las cosas con claridad. En suma, una triste canción de amor cuando todos tratamos conciliar del único modo posible los problemas en una relación desgastada, y solo por la pureza de sentimientos se busca salvar las cosas.
Curiosamente, buena parte de la forma de The Sun & the Rainfall sería retomada en el tema clásico de 1986 Black Celebration del álbum homónimo, aunque en aquella de un modo más metafórico e indirecto, pero ambos temas permanecerían tan sólo como potenciales de DM y hasta mediados de su trayectoria éste discurso sería capitalizado para su comercialización en canciones sí publicadas en disco sencillo como Walking in My Shoes e It's No Good.
Aun así, el grupo optaría poco por The Sun & the Rainfall, como casi todos los temas del álbum A Broken Frame, pero pese a ello resultaría a la larga uno de los más influyentes en la tendencia musical de DM, aunque ellos mismos se hayan negado posteriormente a reincorporarla en conciertos, pues en ésta se acercaban plenamente al poco después denominado genéricamente como dark wave, el cual usaran profusamente en los álbumes Black Celebration de 1986, Violator de 1990, Songs of Faith and Devotion de 93 o incluso el álbum Ultra de 97.
En el álbum, está continuada después de Shouldn't Have Done That, la cual a su vez está continuada tras A Photograph of You, presentándose así como tres canciones ligadas entre sí.

## En directo
La canción se interpretó sólo durante la gira Broken Frame Tour, tras de la cual no volvería a ser incorporada en presentaciones en directo de DM debido al poco aprecio que ellos mismos manifiestan hacia el álbum A Broken Frame.
Se cuenta que Alan Wilder sugirió incorporarla en la gira Devotional Tour de 1993, pero dado el rechazo de los otros tres integrantes por el álbum A Broken Frame ello no se concretó.
- Datos: Q6145298